# Вішвакарма
Вішвака́рма або Вішвакарма́н — (санскр. विश्वर्मन्, viçvakarman IAST, — «Творець усього») — в індуїстської міфології божественний майстер, творець всесвіту.

## Ім'я

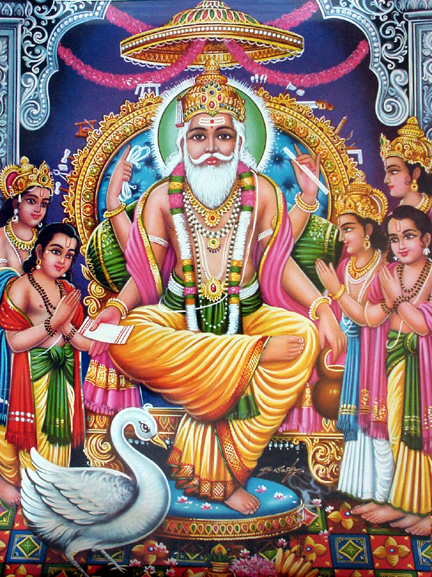
Вішвакарман

Вперше Вішвакарман згаданий вже на «Рігведі», де йому присвячено два гімни (РВ Х, 81; Х, 82), автором яких названий він сам.
Саме слово «Вішвакарман» у значенні «Творець усього» як епітет застосовується у «Рігведі» щодо Індри (РВ VIII, 98, 2) і до Сур'ї (РВ X, 170, 4), а пізніше і до Праджапаті на «Ваджасанейі-самгіті». У Вішвакармані також простежуються зв'язкок з Тваштаром. У «Атхарва-веді» і «Шатапатха-брахмані» іноді ототожнюється з Праджапаті. Сам Вішвакарман з часів Вед іменується також як Бхаувана, син Бхувани.

## Функції та здібності
Вішвакарман охоплює все своїм поглядом, іменується «батьком очей», адже керує внутрішнім поглядом ріші, і в нього є очі, обличчя, руки, ноги, крила. Він згадується як ріші, хотар, «батько наш», батько, повелитель мови, щедрий покровитель, швидкий як думка, дуже мудрий і сильний, подавач і засновник. Вішвакарман всім дарує блага, допомагає людям, дає імена богам, знає всі стани і всіх істот. Він виступає як тесляр, коли витесує небо і землю, або як коваль, сплавляючи все разом. Вішвакарман породив землю і відкрив небо; здійснюючи цей космогонічний акт, він виступає як жертводавець, приносячи в жертву світобудову, і як сама жертва, оскільки жертвує свої власним тілом. У «Атхарва-веді» саме він протягує в заклинанні жертву, на яку потім сходять боги. «Айтарея-брахмана» розповідає, що Каш'япа проводив посвяту Вішвакармана, а як дар мудрецю той віддав Землю, але та не погодилася піти на це.
Сюжети за участю Вішвакарман починають проявлятися в епосі і пуранах, при цьому його космогонічна роль деміурга зводиться до звання вправного зодчого і божественного ремісника. Він успадковує функції візничого Тваштара, а ім'я останнього часто використовується як позначення саме Вішвакармана.
Серед його творінь відомі місто Ланка, побудоване на «Рамаяні» для ракшасів, палаци для Кубери, Варуни, Гаруди і Агастья, колісниця Пушпака для того ж Кубери, колісниця Соми, яку отримав Арджуна, лук Віджая для Індри, численна зброя для богів, але найвідоміше його творіння — це лук Шарнга для Вішну. Також Вішвакарман створив апсари Тілоттаму. Він відкрив людям стхапатья-веду, науку архітектури й механіки.
Вішвакарман у післеведійський період вважається сином Прабхаси і Варастрі (Йогасіддхі), сестри Бріхаспаті. Його син Налу є будівельником для мавп, а дочка Санджня одружена з богом сонця Сурьєю. Коли Вішвакарман дізнався, що його дочка не в силах витерпіти сяйво свого чоловіка, він помістив сонце на своє ковадло і забрав восьму частину блиску Сур'ї. Фрагменти від цієї восьмої частини сяйва впали на землю і Вішвакарман зробив з них диск Вішну, тризуб для Шиви, зброю для Кубери, спис для Сканда. Інші дочки Вішвакармана — це Чітрангада (від Гхрітачі), Суруп і Бархішматі.